# Міженецька сільська громада
Міженецька сільська об'єднана територіальна громада — колишня об'єднана територіальна громада в Україні, у Старосамбірському районі Львівської області. Адміністративний центр — село Міженець.
Площа громади — 45,5 км², населення — 2393 мешканці (2021).
Утворена 11 серпня 2015 року шляхом об'єднання Дроздовицької та Міженецької сільських рад Старосамбірського району.
Ліквідована 12 червня 2020 року шляхом включення до Добромильської громади.

## Населені пункти
До складу громади входять 6 сіл (нас. чол):
- с. Міженець (1115)
- с. Зоротовичі (527)
- с. Стороневичі (202)
- с. Дроздовичі (483)
- с. Вілюничі (83)
- с. Пацьковичі (159)[4]